# Chapelle Saint-Jean de Campénéac
 (avril 2019).
Si vous disposez d'ouvrages ou d'articles de référence ou si vous connaissez des sites web de qualité traitant du thème abordé ici, merci de compléter l'article en donnant les références utiles à sa vérifiabilité et en les liant à la section « Notes et références ».
Pour les articles homonymes, voir Chapelle Saint-Jean.
La chapelle Saint-Jean est située au lieu-dit « Saint-Jean », dans la commune de Campénéac, dans le Morbihan.

## Historique
La chapelle et le prieuré attenant auraient été fondés par les chevaliers de l'Ordre du Temple au XIIIe siècle (mais elle pourrait être plus ancienne) sur l'emplacement d'un ermitage du VIe siècle, avant d'être attribuée aux Hospitaliers de l'ordre de Saint-Jean de Jérusalem lors de la dissolution de l'ordre en 1312. L'établissement devait être originellement noyé dans la forêt de Paimpont, plus étendue avant les abattages liés aux activités métallurgiques, ce qui en faisait un lieu propice pour un ermitage.
Le prieuré, la chapelle et les dépendances sont donnés par lettre patente de Charles IX à Prigent de Trécesson en 1568.
La chapelle est très remaniée au XVIIe siècle.
Nicolas Bourelle de Sivry (1756-1808), payeur général et seigneur de Trécesson, repose dans la chapelle.
La chapelle fait l'objet d’une inscription au titre des monuments historiques depuis le 27 février 1946.

## Description
La chapelle, de plan rectangulaire à abside semi-circulaire, est un édifice sans âge par sa simplicité et son appareil fruste, comme il en fut construit depuis le haut Moyen Âge jusqu’à l'époque moderne, ce qui rend sa datation difficile en l'absence de sources documentaires précises.
Au sud, elle est jouxtée par les ruines de l'ancien ermitage noyées dans la végétation. Deux maisons anciennes en pierre à proximité forment avec la chapelle un petit hameau pittoresque. Le rocher sur lequel elle a été bâtie affleure par plaque sous le gazon. Il forme le sol intérieur de la chapelle.
La façade ouest de la chapelle est percée d'une porte surmontée d'une fenêtre dans l'axe, tous deux de plein cintre et montés en claveaux sommairement ajustés. Les murs épais sont en un appareil irrégulier de schiste local. La nef et l'abside sont percées de minuscules fenêtres rectangulaires à linteau de pierre. Un petit clocher rectangulaire de charpente à toiture pyramidale est érigé près du pignon ouest.
En contrebas on trouve une fontaine associée au culte de saint Jean. On y venait en procession le 24 juin.

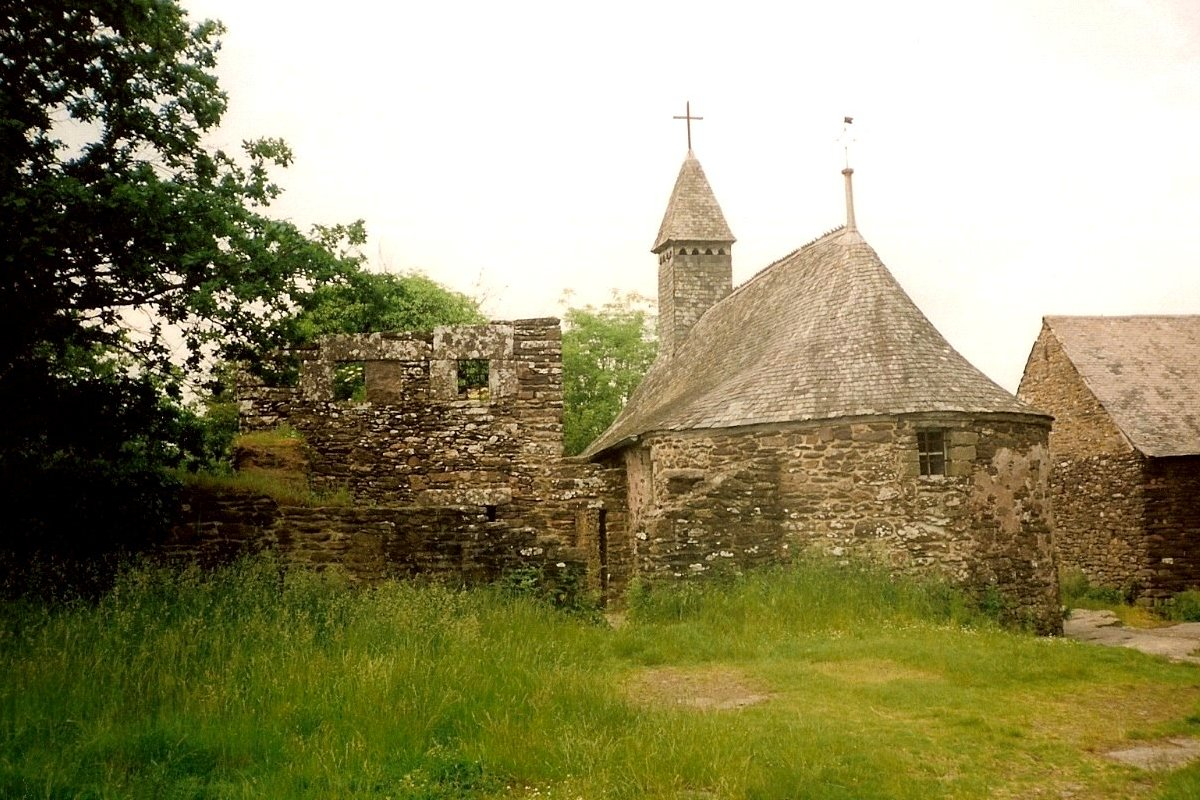
La chapelle et les ruines du prieuré.